# تج عطری
واچلیا کاون (نام علمی: Acacia caven) نام یک گونه از سرده اقاقیا است.